# Luis Di Giacomo
Luis Di Giacomo (Avellaneda, 29 de abril de 1954) es un psiquiatra y político argentino de Juntos Somos Río Negro, que se desempeñó como diputado nacional por la provincia de Río Negro desde 2019 hasta 2023. 
Se desempeñó como ministro de Gobierno de Río Negro entre 2012 y 2019, durante la gobernación de Alberto Weretilneck. También fue miembro de la Legislatura de la Provincia de Río Negro entre 2003 y 2007 y concejal de General Roca (Río Negro) por varios períodos.

## Biografía
Nació en 1954 en Avellaneda (provincia de Buenos Aires), hijo de padres inmigrantes italianos. Estudió medicina en la Universidad de Buenos Aires, egresado en 1978, y se especializó en psiquiatría en el Consejo Provincial de Salud Pública de la provincia de Río Negro. Trabajó como profesional médico en General Roca (Río Negro), ciudad en la que reside desde los años 1980. Además, ha impartido cursos de posgrado sobre terapias cognitivas en la Universidad Nacional de La Plata.
Ha estado políticamente activo desde la última dictadura militar; su activismo político se inició en el Partido Intransigente (PI), siendo elegido presidente del PI de Río Negro en 1988. En 1992, se convirtió en miembro fundador del Movimiento Patagónico Popular (MPP), y coescribió la constitución oficial del nuevo partido. En 1995, fue elegido al Concejo Deliberante de General Roca, ocupando el cargo hasta 1999. En 2003, fue elegido a Legislatura de la Provincia de Río Negro, como parte de la lista del Frente Grande. En 2007, fue reelegido al Concejo Deliberante como parte del Frente para la Victoria, presidiendo el cuerpo entre 2011 y 2012.
En 2012, el gobernador Alberto Weretilneck lo designó ministro de Gobierno de la provincia de Río Negro, sucediendo a Hugo Lastra, quien se convirtió en Secretario General de Gobernación. Permaneció en el cargo luego de la reelección de Weretilneck en 2015. Ese año, se convirtió en cofundador de Juntos Somos Río Negro (JSRN), un partido político regionalista basado en la coalición electoral que había llevado a Weretilneck a la reelección.
En las elecciones legislativas de 2019, fue el primer candidato de la lista de JSRN a la Cámara de Diputados de la Nación en Río Negro. La lista de JSRN fue la segunda más votada, con el 32,05% de los votos y Di Giacomo fue el único candidato elegido. Como único diputado del JSRN, presidió el bloque uninominal del mismo en la Cámara durante la legislatura 2019-2021 e integró el interbloque de Unidad Federal para el Desarrollo, presidido por José Luis Ramón.
Se desempeñó como presidente de la comisión de Prevención de Adicciones y Control del Narcotráfico e integra como vocal las comisiones de Relaciones Exteriores y Culto; de Pequeñas y Medianas Empresas; y de Economías y Desarrollo Regional. Votó a favor del proyecto de ley de interrupción voluntaria del embarazo de 2020, que legalizó el aborto en Argentina.